# Loxandra Ensemble
Das Loxandra Ensemble ist eine Ethno- und Weltmusik-Gruppe aus Griechenland.

## Geschichte
Das Loxandra Ensemble wurde 1997 vom Percussionisten und Bassisten Loukas Metaxas, dem Kanunspieler Dimitris Vasiliadis und anderen Musikern in Thessaloniki gegründet. Vasiliadis verließ jedoch die Gruppe nach einiger Zeit wieder. Seit der Gründung des Ensembles kam es zu diversen Wechseln in der Bandbesetzung. 2001 wurde das Ensemble sogar zeitweise aufgelöst. Seit 2014 hat sich eine feste Besetzung von insgesamt acht Mitgliedern gebildet. In der jetzigen Bandbesetzung sind lediglich noch Loukas Metaxas und Kyriakos Tapakis (Oud) von der ursprünglichen Besetzung des Ensembles übrig geblieben.
Ihren Bandnamen hat das Loxandra Ensemble der Hauptfigur des gleichnamigen Romans der griechischen Schriftstellerin Maria Iordanidou aus dem Jahre 1962 entnommen. Der Roman spielt im historischen Konstantinopel und die Hauptfigur „Loxandra“ steht symbolisch für die vielen kulturellen Gemeinsamkeiten der Griechen und Türken. Diese Gemeinsamkeiten kommen nicht zuletzt auch in der Musik stark zum Ausdruck, und darum hat sich der Name dieser Figur perfekt als Bandname angeboten.
Das Ensemble hat bereits zwei international beachtete Alben veröffentlicht. Ihr erstes Album erschien 2006 mit dem Titel Shedon Opos Palia... (zu deutsch: „Fast wie in der Vergangenheit“). Auf dem Album beschäftigte sich die Band vor allem mit der Musik der in Smyrna (das heutige Izmir) und Istanbul lebenden Griechen des 20. Jahrhunderts. Es folgte 2011 ein weiteres Album mit dem Titel Meyhane - Kafe Aman, welches es im September 2012 auf Platz 8 der European Worldmusic Charts und auf Platz 41 der European Worldmusic Jahres-Charts schaffte. Auf dem Album sind eine Vielzahl an Gastmusikern vertreten, darunter Musiker wie Sokratis Sinopoulos, Nikos und Giasemi Saragoudas, Katerina Papadopoulou, Areti Ketime, Panagiotis Lalezas, Theodora Athanasiou, Efren Lopez und Brenna MacCrimmon.
Nach der kurzzeitigen Auflösung des Ensembles, den diversen Wechseln der Bandmitglieder und den beiden Albumproduktionen, hat sich seit etwa 2014 eine feste Besetzung des Loxandra Ensembles gebildet. Die auf Meyhane – Kafe Aman noch als Gastsängerin vertretene Ria Ellinidou gehört seit 2013 als festes Mitglied zur Band. Auch hat sich der räumliche Mittelpunkt der Band von Thessaloniki in die Hauptstadt Athen verlagert, da ein Großteil der Bandmitglieder zwischenzeitlich dort lebt.
Das Loxandra Ensemble befindet sich derzeit (Stand Mai 2017) in der Produktion ihres dritten Albums In Transition, das erstmals auch Eigenkompositionen der Band enthalten wird. Das Album erscheint über das Schweizer Indie-Label Dalit-Music.
Neben regelmäßigen Auftritten in ihrer Heimat Griechenland ist die Band bereits in Ländern wie Deutschland, der Schweiz, Italien, den Niederlanden, Frankreich und der Türkei aufgetreten.
Die Mitglieder des Loxandra Ensembles (entweder als Gruppe oder als Einzelpersonen) haben im Laufe der Jahre in zahlreichen Projekten mit den unterschiedlichsten Künstlern zusammengearbeitet, unter anderem mit Ross Daly, Ziad Rajab, Chico Freeman, Kudsi Erguner, Kariofillis Doitsidis, Domna Samiou, Chronis Aidonidis, Christos Tsiamoulis, Nikos Kipourgos, Giorgos Dalaras, Eleni Tsaligopoulou, Eleni Vitali, Eleni Karaindrou, Thomas Korovinis, Sol Hasan und vielen mehr.

## Stil
Die Band interpretiert vor allem traditionelle Musik aus Griechenland, Kleinasien, dem Balkan, dem Kaukasus und dem Nahen Osten. Dabei verwendet die Band sowohl traditionelle Instrumente wie Kanun und Oud, aber auch moderne Instrumente wie Klarinette, Schlagzeug, und E-Bass, und lässt auch zeitgenössische Musikelemente in ihre Interpretationen fließen.
Auf dem Album In Transition werden sich das erste Mal auch musikalische Stile wie Jazz, Swing und Latin in ihrer Musik wiederfinden.

## Diskografie
- 2006: Shedon Opos Palia... (Album, Eterna Production)
- 2011: Meyhane – Kafe Aman (Album, Polyphonon Records)